# 妙海尼
妙海尼（1686年（貞享3年）—1774年4月5日（安永3年2月25日））是江戶時代前期的女性。自稱是赤穗浪士1人的堀部武庸（安兵衛）的妻子堀部堀。
載元文的時候，有個以妙海尼的名義自稱的尼姑老奶奶「她說自己是赤穗義士堀部安兵衛的妻子」說她住在泉岳寺附近的草庵，祭拜著堀部武庸的墓。當時的人們深信她就是武庸的妻子，就前往妙海尼的草庵並大量的布施給她，她因此騙取到很大筆的金錢。還有因為對她感興趣而前往妙海尼的草庵的丹波國篠山藩士的佐治為綱，執筆把她的話給寫成口述筆記的『妙海語』。但是，事實上真正的武庸的妻子·於堀，已於享保5年（1720年）時在肥後國熊本死去。而這個妙海尼的出身不詳，但向堀部家的內部的情況了解的人，得知並不是堀部家的女傭。所以可以說是根據利用元祿赤穗事件的發生的恩惠來假冒活著的人為首要幫助的憐憫。
只是，她在90歲死去為止前，在從事守武庸的墓的事情是事實。死後她被葬在泉岳寺。
還有，以妙海尼為題材的小說也被寫，井上夏的《不忠臣藏》與柴田鍊三郎的《背叛的忠臣藏》的最後一章有描寫妙海尼與四十七士裡唯一存活下來的寺坂信行對峙。